# Галисийская кухня

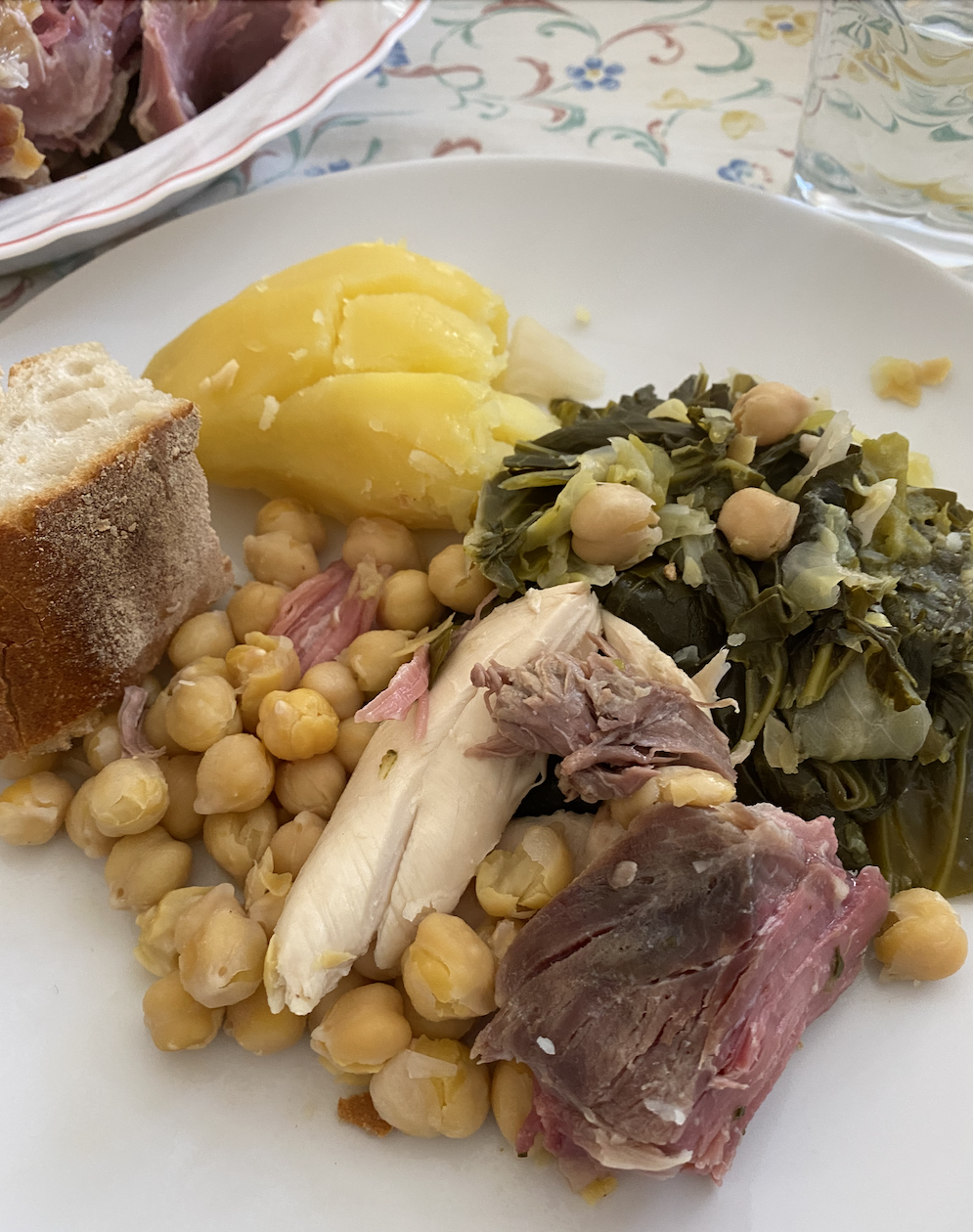
Традиционный обед галисийского крестьянина

Галисийская кухня (исп. Gastronomía de Galicia) — набор кулинарных традиций, характерных для испанского автономного сообщества Галисия.
Одной из фундаментальных характеристик галисийской кухни является высокое качество пищевого сырья всех видов и простота блюд. Как основной прием приготовления пищи применяется варка, а соусы и пряности применяются умеренно и так, чтобы сохранить естественный вкус исходных продуктов. При этом колбасы и вяленые продукты не так распространены, как в других частях Испании, хотя местное чоризо довольно известно.
В галисийском обществе, несмотря на современные привычки, сохраняются традиции совместного приема пищи, как во время рабочих обедов, так и вечером (вечерние приемы пищи в этом регионе обычно длятся дольше, чем в остальной Испании). Рецепты обычно подразумевают приготовление большого количества еды. Очень популярны различные гастрономические праздники, большинство из которых проводится весной, летом и осенью.
Морское побережье Галисии именуется «берегом моллюсков» (Costa do Marisco). Здесь добываются дары моря, без которых сложно себе представить местную кухню. Исторически моллюски считались пищей бедных слоев общества, которые не имели земли и скота и вынуждены были заниматься сбором раковин. Популярно также такое блюдо, как отварной осьминог.
Наибольшую известность из местных сыров имеет тетилья — полутвёрдый сыр оригинальной конусообразной формы, который делается на территории Галисии из коровьего молока по особой технологии.
Помимо местных белых вин из винограда сорта альбариньо (см. вина Риас-Байшас), традиционным алкогольным напитком является орухо, который представляет собой продукт перегонки сброженных остатков винограда после их отжимки в процессе изготовления вина. На его основе готовится кеймада — горячий слабоалкогольный напиток типа пунша.

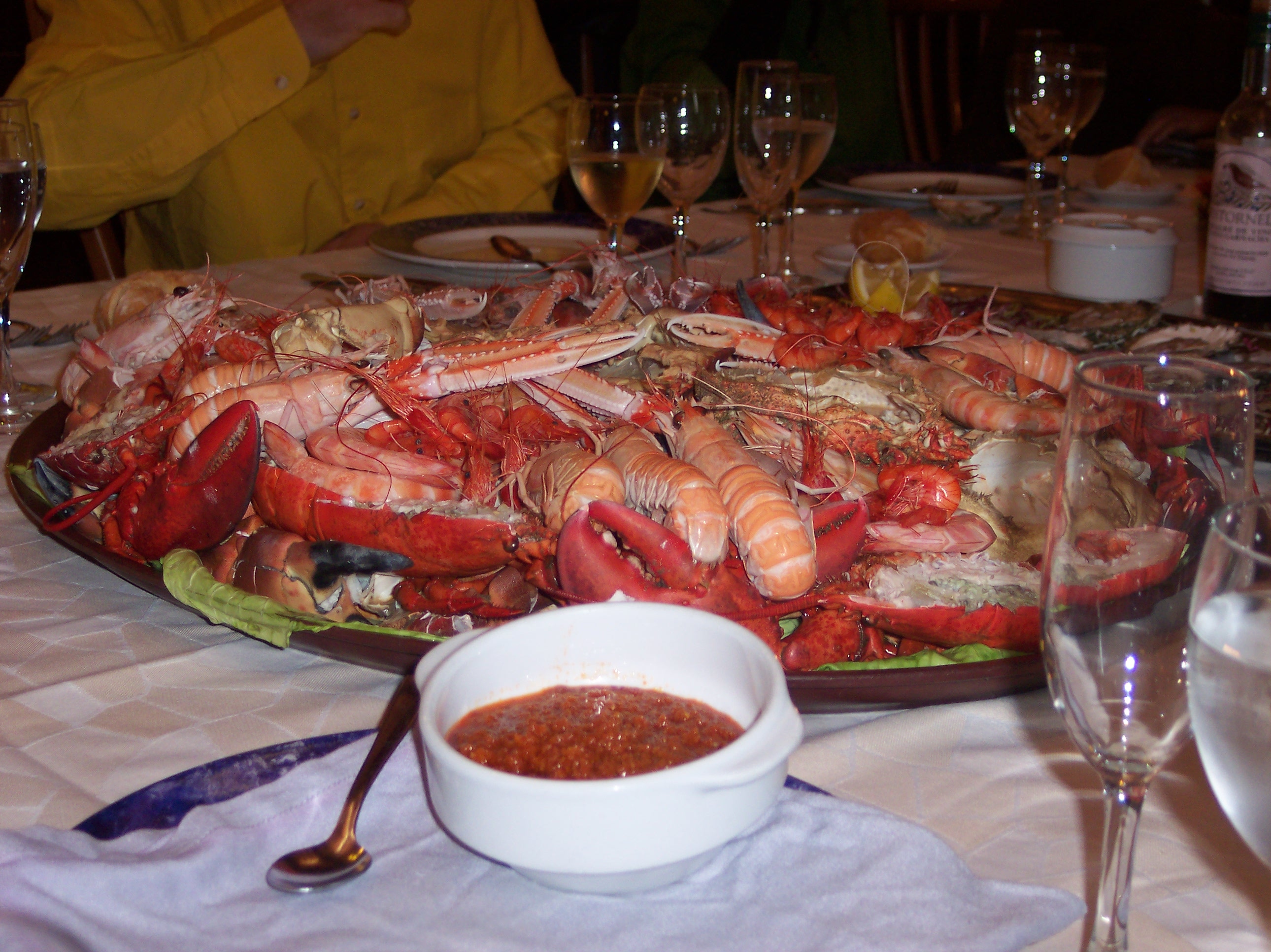
Даря моря
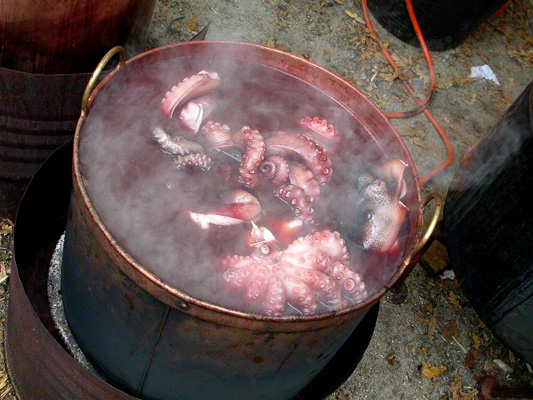
Отварной осьминог
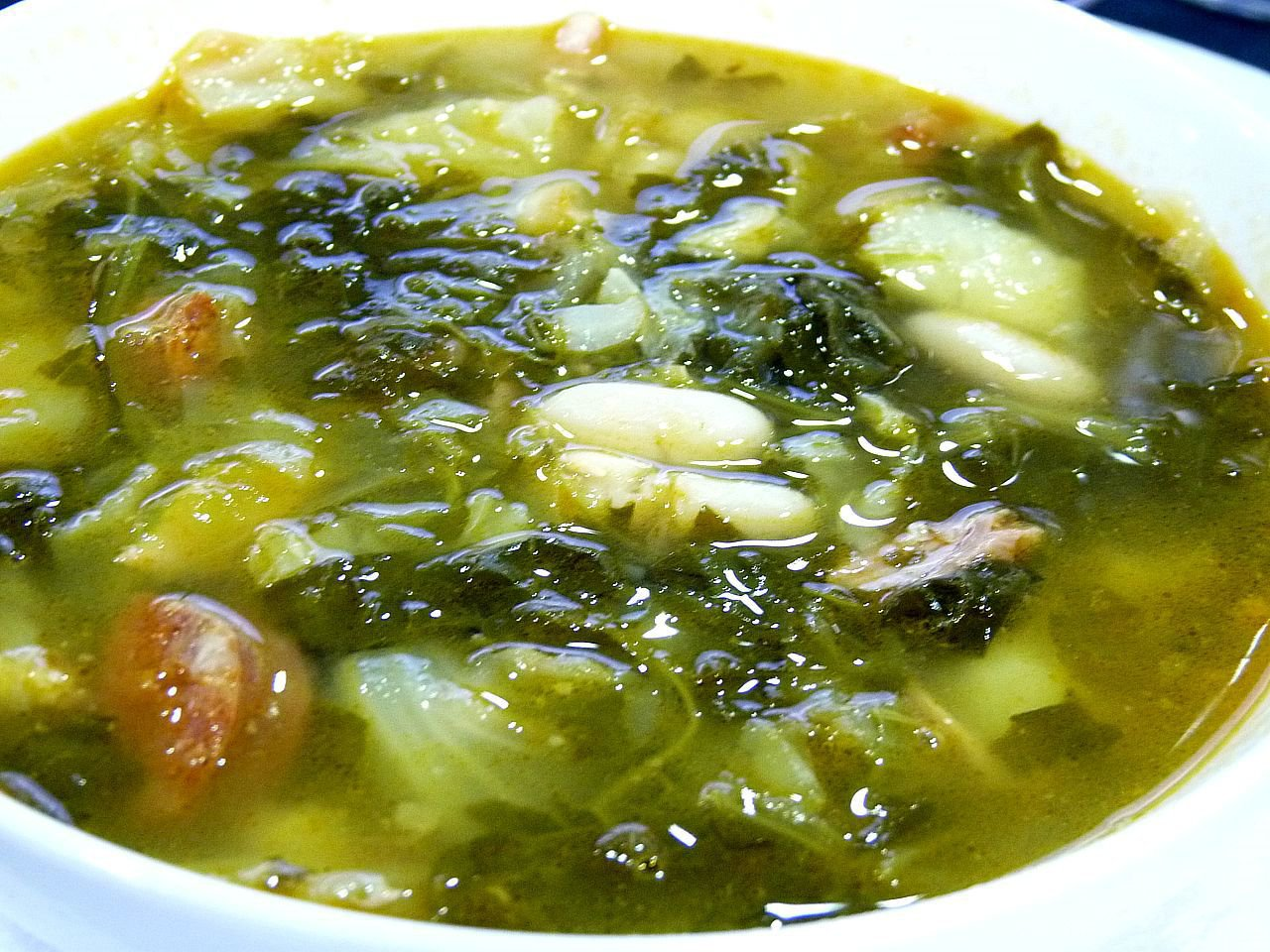
Суп по-галисийски
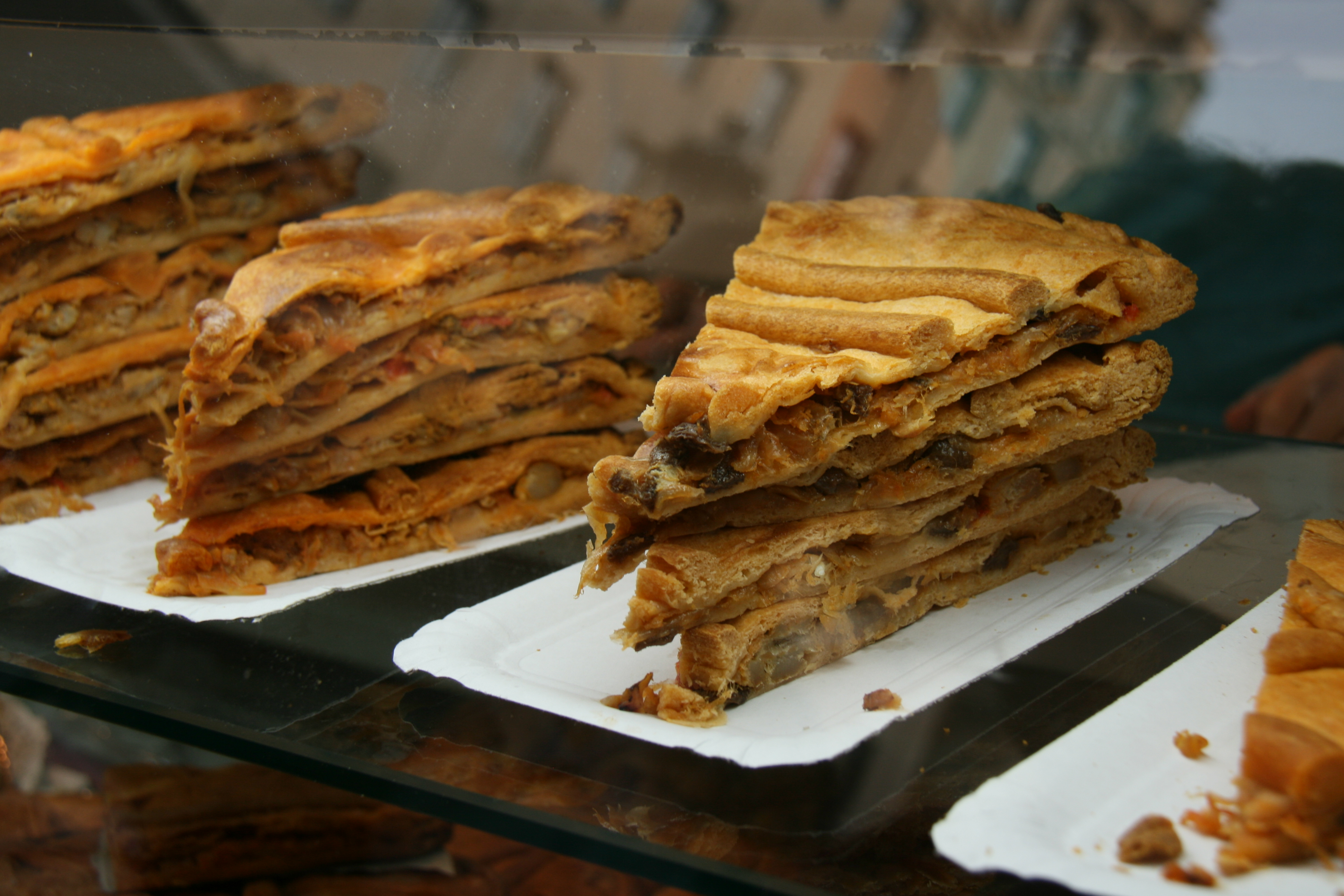
Эмпанада по-галисийски
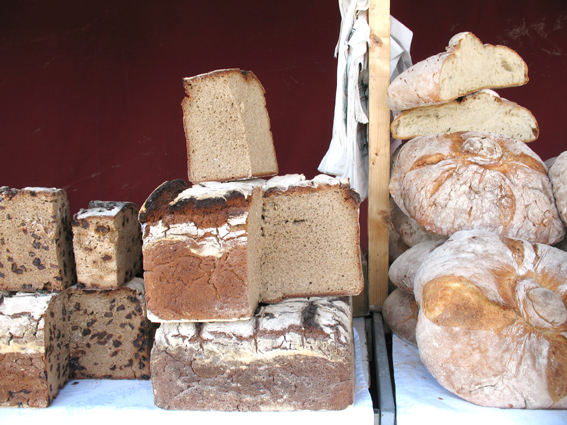
Галисийский хлеб

## Типичные блюда
- Эмпанада — пирог, готовится с различными начинками — мясо, рыба, птица, шампиньоны и т. д.
- Суп по-галисийски — традиционный суп из овощей и копчёного мяса, иногда с добавлением бобовых.